# Eucidaris tribuloides
Eucidaris tribuloides är en sjöborreart som först beskrevs av Jean-Baptiste Lamarck 1816.  Eucidaris tribuloides ingår i släktet Eucidaris och familjen piggsvinssjöborrar.

## Underarter
Arten delas in i följande underarter:
- E. t. tribuloides
- E. t. africana

## Bildgalleri

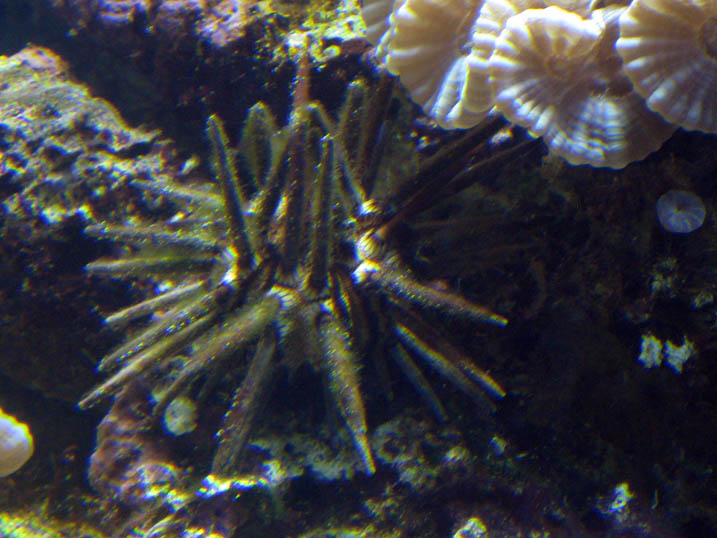